# Əli İsmayılov
Əli Şamil İsmayılov (transkrypcja z ros. Ali Ismaiłow; ur. 8 maja 1974 w Doniecku) – azerski bokser wagi junior ciężkiej.

## Kariera amatorska
Ali Ismaiłow jako amator zdobył brązowy medal na mistrzostwach świata w 1999 w Houston, w kategorii półciężkiej. Rok później wywalczył również brązowy medal na mistrzostwach Europy w Tampere.

Ponadto dwukrotnie reprezentował Azerbejdżan na igrzyskach olimpijskich: wziął udział w olimpiadzie w Sydney i w Atenach, za każdym razem odpadając w drugiej rundzie.

## Kariera zawodowa
17 grudnia 2004 Ali Ismaiłow w wieku 30 lat zadebiutował w boksie zawodowym. W swoim pierwszym pojedynku pokonał, w 2 rundzie przez nokaut Władimira Rumiancewa.
10 lutego 2007 Ismaiłow zdobył pas WBO Latino, wygrywając w 2 rundzie przez nokaut z Luciano Torresem.
8 grudnia 2007 Ali Ismaiłow po raz pierwszy bronił pasa WBO Latino. Azer pokonał z Alejandro Agustina Alvarezeza, w 9 rundzie przez techniczny nokaut.
22 maja 2008 Ismaiłow po raz drugi obronił pas WBO Latino, zwyciężając w 2 rundzie, przez nokaut Luzimara Gonzaga.
27 listopada 2008 Ali Ismaiłow trzeci i zarazem ostatni raz obronił WBO Latino. W 3 rundzie, przez nokaut pokonał Rodolfo De Dominicisa.
16 maja 2009 Ismaiłow zmierzył się z Victorem Emilio Ramirezem o tytuł Mistrza Świata federacji WBO, w kategorii junior średniej. Po 12-rundowym pojedynku sędziowie orzekli niejednogłośną wygraną Ramireza, w stosunku 116-112, 115-113 dla Argentyńczyka i 115-113 dla Azera.
17 grudnia 2009 Ali Ismaiłow przegrał przez poddanie, w 6 rundzie z Rosjaninem Dienisem Lebiediewem. Stawką pojedynku był interkontynentalny pas organizacji WBO.
25 września 2010 Ismaiłow zdobył wakujący pas WBA PABA, pokonując w 3 rundzie przez techniczny nokaut Jozsefa Nagy.
18 grudnia 2010 Ali Ismaiłow w kontrowersyjnych okolicznościach przegrał już w 1 rundzie, przez nokaut z Yoanem Pablo Hernandezem. Azer po uderzeniu Kubańczyka zaliczył nokdaun, zaplątując się w liny, z których nie zdołał się uwolnić, podczas gdy sędzia wyliczył Ismaiłowa do dziesięciu. Pojedynek był oficjalnym eliminatorem o prawo walki, o tytuł federacji WBA.
11 marca 2011 na gali w Olsztynie Ismaiłow zmierzył się z Polakiem Mateuszem Masternakiem o interkontynentalny pas federacji IBO. Azer przegrał w 5 rundzie przez techniczny nokaut po tym, jak sędzia konsultując się drugi raz z lekarzem przerwał pojedynek.